# Bosque de Sherwood

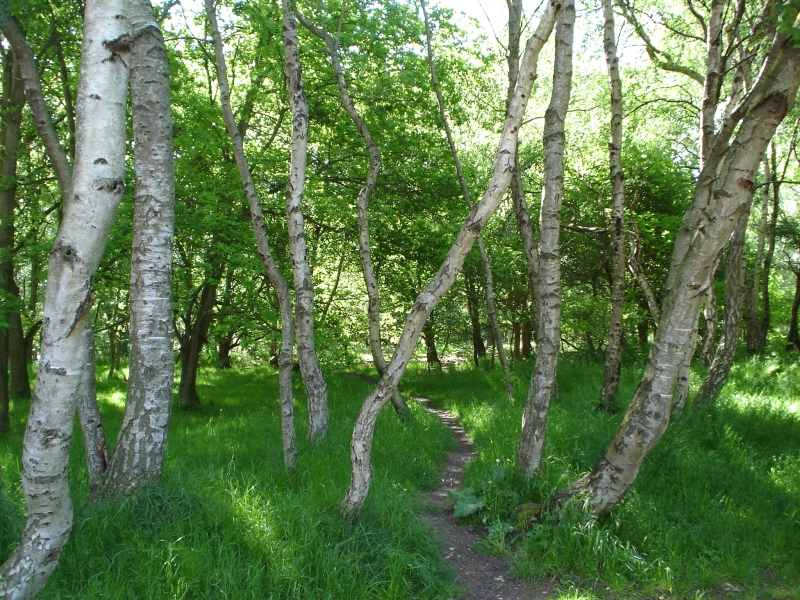
Abedules en el Bosque de Sherwood.

El bosque de Sherwood (en inglés Sherwood Forest) es un bosque conocido mundialmente que se encuentra cercano al pueblo de Edwinstowe, en Nottinghamshire, Inglaterra, y que históricamente se asocia con la leyenda de Robin Hood (una leyenda que se cree tiene base cierta). Las 423 hectáreas de bosque hoy son los restos de la gran zona de caza real, que se extendía dentro de los condados vecinos. En 1969, el Consejo del Condado de Nottinghamshire, que administra el bosque, abrió al público sus puertas. En el año 2002, el bosque fue designado reserva natural nacional.